# شووندیکه
شووندیکه (به هلندی: Schoondijke) یک منطقهٔ مسکونی در هلند است که در اسلایس واقع شده‌است. شووندیکه ۱٬۴۷۷ نفر جمعیت دارد.